# 마두리 딕시트
마두리 딕시트(힌디어: माधुरी दीक्षित, 영어: Madhuri Dixit, 1967년 5월 15일 ~ )는 인도의 배우이다. 파드마 시리 서훈자이며, 필름페어상 여우주연상 4회(1990년, 92년, 94년, 97년) 수상자이다.

## 출연 작품
- 굴랍 갱 (2014)
- 데드 이쉬퀴야 (2014)
- 발리우드 위대한 러브 스토리 (2011)
- 아자 나칠레 (2007)
- 훔 툼하레 하인 사남 (2002)
- 데브다스 (2002)
- 코일라 (1997)
- 내 마음이 미쳤나봐 (1997)
- 야라나 (1995)
- 안잠 (1994)
- 꿈의 도시 (1992)

## 같이 보기
- 인도 영화 배우 목록